# Панайотис Кехаяс
Панайотис Димитриу Кехаяс (на гръцки: Παναγιώτης Δημητρίου Κεχαγιάς) е гръцки революционер, деец на Гръцката въоръжена пропаганда в Македония в Сярско.

## Биография
Панайотис Кехаяс е роден в 1881 година в македонския град Сяр, който тогава е в Османската империя. По професия е бакалин. На 1 август 1905 година е сред създателите е на серския силогос „Орфей“. По време на периода на така наречената Македонска борба е агент от II ред на гръцкото консулство. Поддържа близки отношения с Йон Драгумис, Антониос Сахтурис, Димостенис Флориас и Василиос Капсамбелис.
Умира на 16 септември 1956 година. Името му носи улица в Сяр.